# Laurent Gbagbo
Laurent Koudou Gbagbo (født 31. maj 1945) er tidligere præsident for Elfenbenskysten. Han var præsident i perioden fra 2000 til 4. december 2010.
Gbagbo var udsat for et kupforsøg i 2002, der ledte til borgerkrig i Elfenbenskysten og senere afsættelse af Gbagbo. Han blev den 11. april 2011 arresteret og overdraget til oprørene.